# シサク＝モスラヴィナ郡

シサク＝モスラヴィナ郡
Sisačko-moslavačka županija
 Сисачко-мославачка жупанија

シサク＝モスラヴィナ郡（シサク＝モスラヴィナぐん、クロアチア語:Sisačko-moslavačka županija、セルビア語:Сисачко-мославачка жупанија）は、クロアチアの郡であり、中央クロアチアの東部とスラヴォニアの南西部を占める。郡の名前は、その中心都市シサクと、サヴァ川の南側の地方をあらわす歴史的呼称モスラヴィナ（Moslavina）から名づけられている。2001年の国勢調査によると、18万5千人が居住している。
郡の中心都市シサクは、古代ローマ都市シスキア（Siscia）であった。シスキアはクパ川（Kupa）とサヴァ川の合流地点にあり、当時のこの地方で最大の都市、パンノニアの州都であった。シサクの守護聖人は、町で初のキリスト教主教セスキアのクイリヌス（Quirinus of Sescia）であり、クイリヌスは、皇帝ディオクレティアヌスのキリスト教弾圧の中で拷問を受けて死にかけた人物である。伝説によれば、弾圧者らはクイリヌスに石臼をくくりつけて川に投じたが、彼は自ら石を外して一命を取り留めたといわれている。
シサクはローマ帝国の没落によって重要性を失っていった。町は、中世後期にはヨーロッパのキリスト教勢力とオスマン帝国の戦闘の場となり、1593年にはオスマン帝国が大敗北を喫した地である。クロアチアのバン（総督）・トマ・バカチュ・エルデディ（Tamás Erdődy）はこの地でオスマン帝国を敗北に追い込んだ。
現在のシサクは、クロアチア最大の金属加工の工場（同じくシサクにあるザグレブ大学金属工学部の支援を受けている）があり、また最大の石油精製施設がある。これらに加えて近郊のクティナには石油化学工業施設がある。モスラヴィナ地方は自然が豊富であり、ロニスコ・ポリェ国立自然公園（Lonjsko polje）がある。
郡は南にボスニア・ヘルツェゴビナとの国境沿いにまで広がっており、郡南部にあるトプスコ（Topusko）という町には、中央クロアチアに典型的な温泉があり、その利用は新石器時代にまでさかのぼる。
シサク＝モスラヴィナ郡は、カルロヴァツ郡、ザグレブ郡、ビェロヴァル＝ビロゴラ郡、ポジェガ＝スラヴォニア郡、ブロド・ポサヴィナ郡と接しており、南ではボスニア・ヘルツェゴビナとの国境に面している。

## 自治体
シサク＝モスラヴィナ郡は、6の都市（grad）と13のオプチナ（općina）から構成される。都市とオプチナは、ともに郡の下位に属する同じレベルの自治体であるが、一般に都市のほうが規模が大きい。
都市（grad）
- シサク（郡都）
- グリナ（Glina）
- フルヴァツカ・コスタイニツァ（Hrvatska Kostajnica）
- クティナ（Kutina）
- ノヴスカ（Novska）
- ペトリニャ（Petrinja）

オプチナ（općina）
- ドニ・ククルザリ（Donji Kukuruzari）
- ドヴォル（Dvor）
- グヴォズド（Gvozd）
- フルヴァツカ・ドゥビツァ（Hrvatska Dubica）
- ヤセノヴァツ（Jasenovac）
- レケニク（Lekenik）
- リポヴリャニ（Lipovljani）
- マユル（Majur）
- マルティンスカ・ヴェス（Martinska Ves）
- ポポヴァチャ（Popovača）
- スニャ（Sunja）
- トプスコ（Topusko）
- ヴェリカ・ルディナ（Velika Ludina）

## 郡政府
現在の郡長官はクロアチア社会民主党のマリナ・ロヴリッチ（Marina Lovrić Merzel）である。
郡議会は49議席から成り、2005年時点での議席配分は以下の通りである:
- クロアチア民主同盟（HDZ）: 13
- クロアチア権利党（HSP）: 8
- クロアチア社会民主党（SDP）: 8
- クロアチア農民党（HSS）: 5
- クロアチア人民党（HNS）: 4
- クロアチア年金者党（HSU）: 3
- 独立民主セルビア人党（SDSS）: 2
- クロアチア社会自由党（HSLS）: 2
- 民主中道党（DC）: 1
- 自由党（LS）: 1
- クロアチア民主行動党（SDA）: 1
- クロアチア社会党・左翼オルタナティヴ（SPH）: 1